# En och en
En och en (en suec Un i un) és una pel·lícula sueca del 1978 dirigida per Sven Nykvist, Ingrid Thulin i Erland Josephson. Josephson també va escriure el guió i va interpretar un dels dos papers principals de la pel·lícula al costat de Thulin.

## Sinopsi
La pintora Ylva trenca la relació amb el seu amant i busca un nou sentit a la seva vida "salvant" al seu amic de la infància i solter Dan de la seva soledat. Tots dos emprenen un viatge que no els porta més enllà de Bornholm, on descobreixen que la dualitat no és la solució a la seva soledat respectiva. El mite de l'amor redemptor queda, doncs, tan sols com un mite.

## Repartiment
- Ingrid Thulin – Ylva
- Erland Josephson – Dan
- Björn Gustafson – Nisse
- Sven Lindberg – Henrik
- Torsten Wahlund – Sten
- Fillie Lyckow – Malin
- Dora Söderberg – Berta
- Torsten Lilliecrona – Gustav
- Jonas Bergström – Sixten
- Rufus Lidman – Mårten

## Producció
Josephson va començar a escriure el guió d'"En och en" durant un rodatge a Roma el 1976 i va donar al seu primer esborrany el títol Resan (El viatge). Nykvist va participar en el projecte a través de la productora conjunta de Josephson i Nykvist Produktion HB, de la seva i de Josephson, i el febrer de 1977 la parella es va dirigir al Svenska Filminstitutet i Sandrews i va proposar un acord tripartit on ells mateixos estaven disposats a assumir el 50% de les despeses. Es va signar un contracte l'1 de març de 1977 i el 14 de març del mateix any la pel·lícula va rebre una garantia de producció.
El rodatge va tenir lloc entre el 6 de juny i el 5 d'agost de 1977 i va començar amb la gravació d'exteriors a Bornholm. Es van filmar altres exteriors a Estocolm i els interiors es van filmar a l'estudi Filmhuset a la mateixa ciutat. La pel·lícula es titularia Rätt och lagom (Dret i correcte) i va adoptar el seu títol definitiu només un temps després del rodatge. El productor va ser Bengt Forslund juntament amb Josephson i Nykvist i Nykvist també va ser director de fotografia. Aulis Sallinen va compondre música original per a la pel·lícula i, també utilitzaren peces dea Giovanni Pierluigi da Palestrina, Claude Luter i Mikael Bondesen. La pel·lícula es va estrenar el 13 de març de 1978 a Cinema Grand d'Estocolm.

## Recepció
A Suècia, la pel·lícula va obtenir un èxit força modest, només va vendre unes 5.000 entrades de cinema. A l'estranger, les coses van anar molt millor, gràcies a la selecció de la pel·lícula que es projectà a la Setmana Internacional dels Crítics del 31è Festival Internacional de Cinema de Canes i a la selecció oficial del Festival Internacional de Cinema de Sant Sebastià 1978. En total, la pel·lícula es va exhibir a 28 països, inclosos Argentina, Austràlia, Hong Kong, els Estats Units i Canadà. La pel·lícula resultaria 500.000 SEK, més barata del que s'havia estimat a causa del temps de filmació més curt.
La pel·lícula va ser nominada per a un Hugo d'Or al Festival Internacional de Cinema de Chicago el 1978.